# 22921 Сиюаньлю
22921 Сиюаньлю (22921 Siyuanliu) — астероїд головного поясу, відкритий 2 жовтня 1999 року.
Тіссеранів параметр щодо Юпітера — 3,585.